# 黑胸食蚊魚
黑胸食蚊魚，為輻鰭魚綱鯉齒目鯉齒亞目花鳉科的其中一種，分布於中美洲牙買加的淡水流域，體長可達3.4公分，屬於肉食性，生活習性不明。

## 擴展閱讀
維基物種上的相關：黑胸食蚊魚